# Vormsi
Vormsi (németül Worms, svédül Ormsö) Észtország negyedik legnagyobb szigete. Hiiumaa szigete és a szárazföld között fekszik, területe 93 km². Közigazgatásilag Lääne megyéhez tartozik.

## Története
A krónikák először 1391-ben írnak Vormsi lakóiról, olyan svédekről, akik feltehetően a 13. században költöztek ide. A szigetet írott történetének nagy része alatt ezek az "észtországi svédek" (észtül rannarootslased) lakták, akiknek a létszáma a szigeten a második világháború előtt elérte a 2600-at. A háború idején Vormsi szinte teljes népessége és Észtország többi svéd polgára Svédországba menekült. 2011-ben a szigetnek 241 állandó lakosa volt. 
Vormsi neve vagy német (Worms) vagy svéd elnevezéséből (Ormsö, Kígyó-sziget) származik. A svéd kulturális hatás ma is érződik a települések nevéből: Hullo (a közigazgatási központ), Sviby (a legnagyobb kikötő), Söderby, Norrby, Diby, Rälby, Förby, Borrby, Kärrslätt, Saxby, Busby, Suuremõisa (Magnushof) és Rumpo; és a Prästvik-tó nevéből. 

## Egyéb tudnivalók
A sziget gazdasága kevéssé iparosított, elsősorban halászattal és halfeldolgozással, növénytermesztéssel és marhatenyésztéssel foglalkoznak. Az alacsony népsűrűség miatt élővilága javarészt érintetlenül maradt. A szigeten 900 magasabbrendű növényfajt (ebből 60 védett) és 301 mohafajt írtak össze. Az állatvilágot 25 emlős- (köztük a vaddisznó és a hiúz) és 211 madárfaj, valamint 3 kétéltű és 3 hüllőfaj képviseli.  
A sziget szinte teljesen lapos, a legmagasabb pont 13 méterrel emelkedik a tengerszint fölé, mészkőből és tengeri üledékes kőzetekből épül fel, talaja homokos, kavicsos.

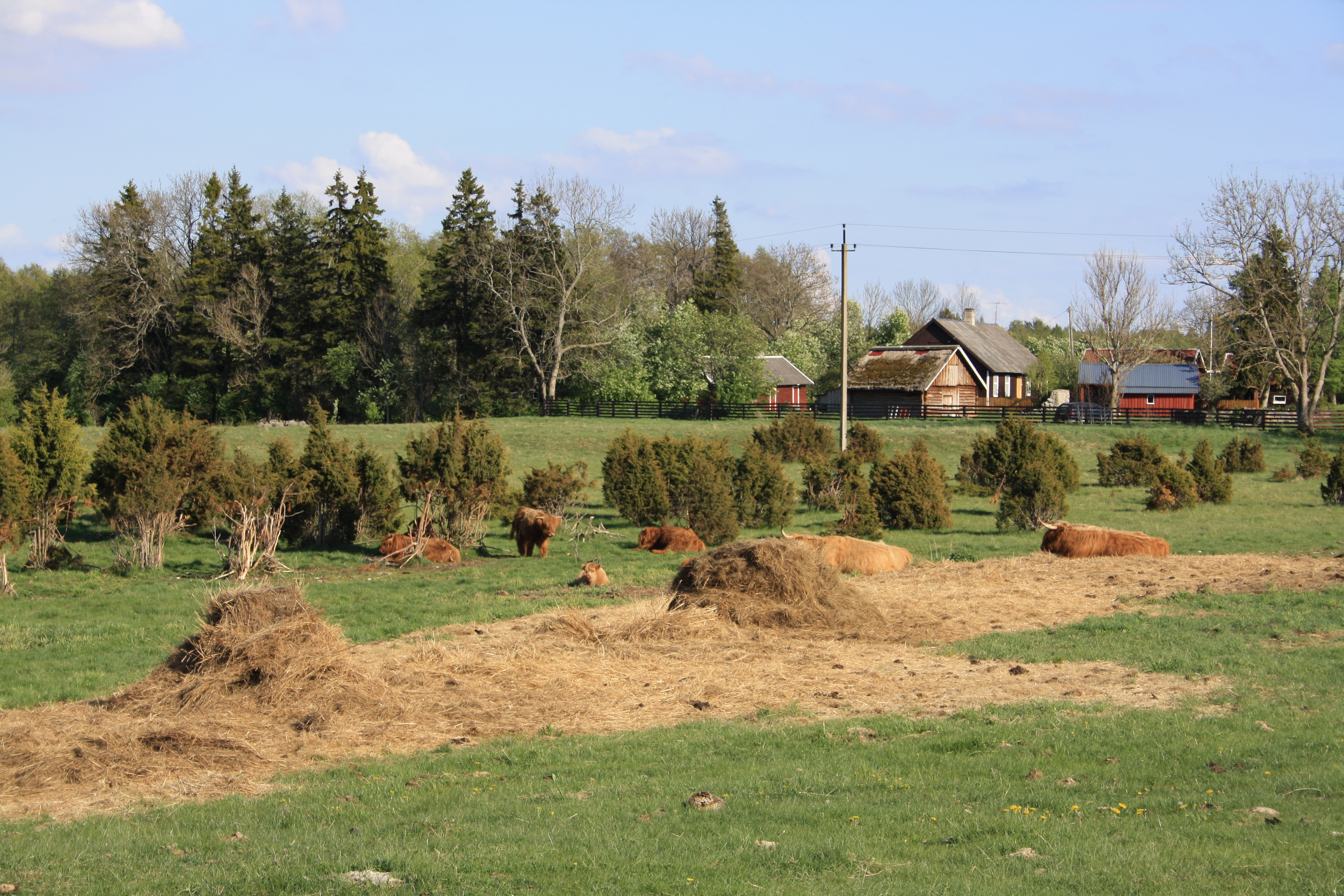
Kaszáló Rälby község mellett
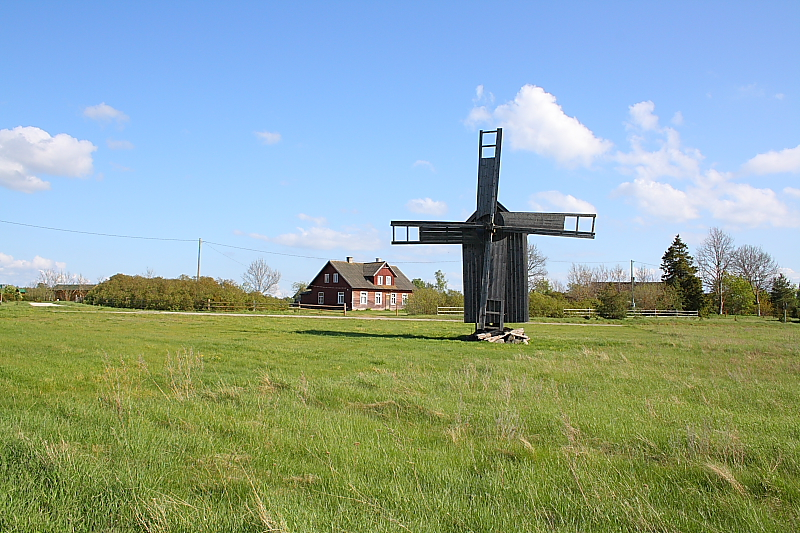
Szélmalom Rälby községben
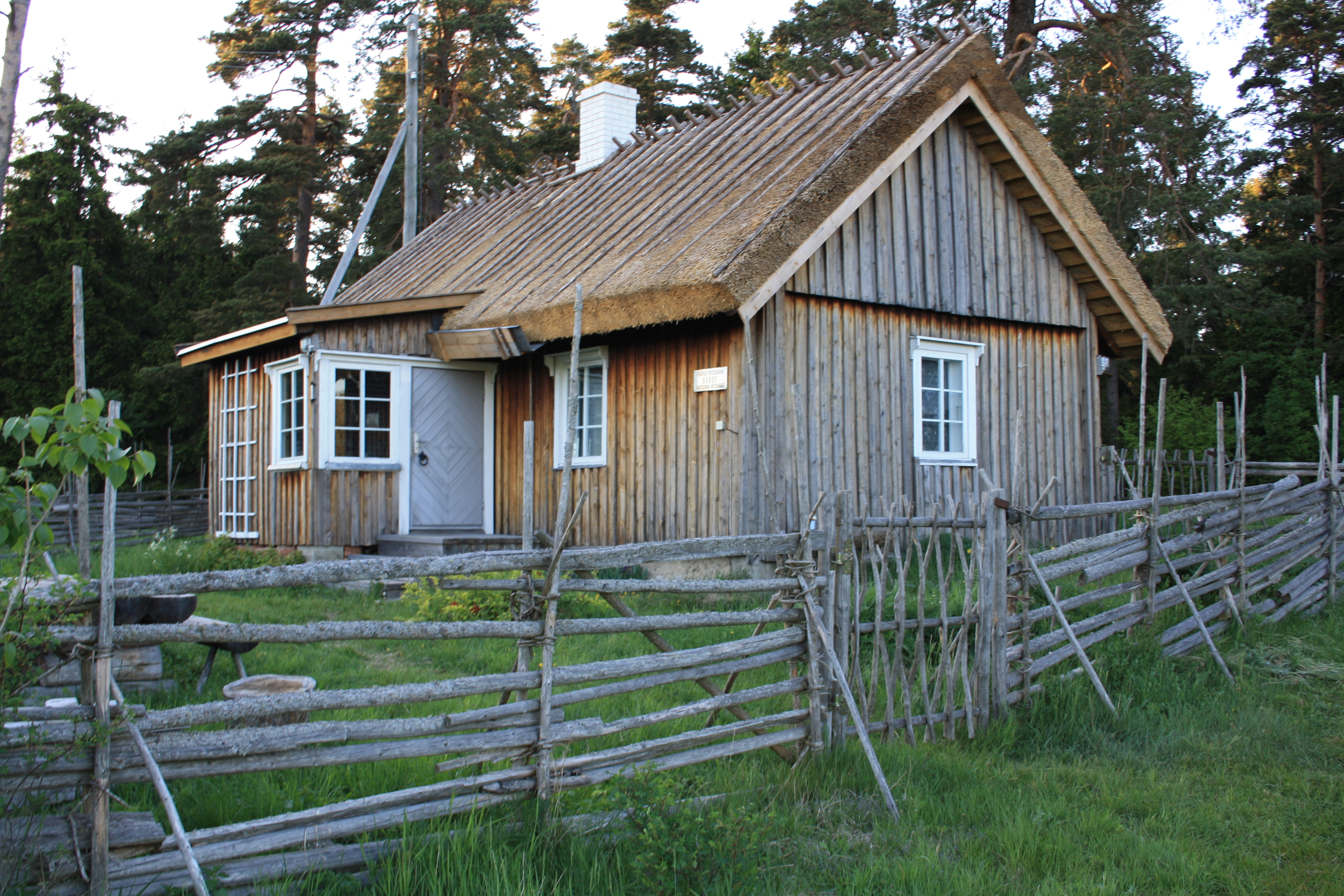
Faház Hulloban
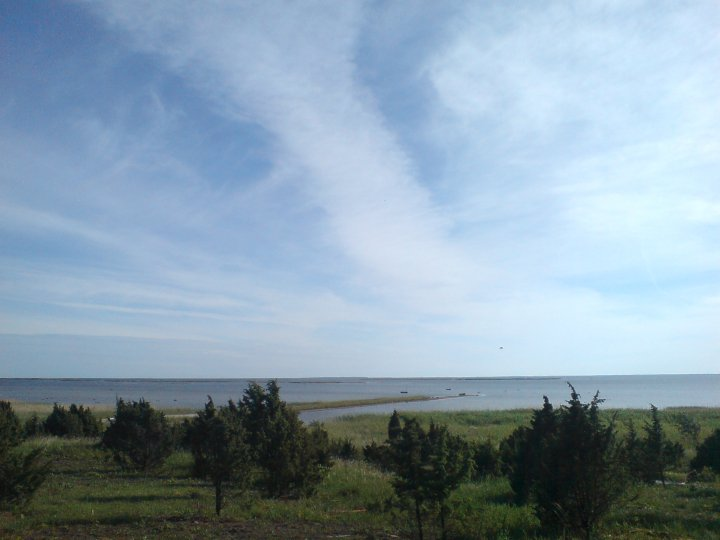
A tengerpart Rumpo községnél

## Fordítás
- Ez a szócikk részben vagy egészben  a   Vormsi című angol Wikipédia-szócikk ezen változatának fordításán alapul.  Az eredeti cikk szerkesztőit annak laptörténete sorolja fel. Ez a jelzés csupán a megfogalmazás eredetét és a szerzői jogokat jelzi, nem szolgál a cikkben szereplő információk forrásmegjelöléseként.